# Fuminana superba
Fuminana superba är en insektsart som beskrevs av Delong och Freytag 1969. Fuminana superba ingår i släktet Fuminana och familjen dvärgstritar. Inga underarter finns listade i Catalogue of Life.